# Zlínské hnutí nezávislých
Zlínské hnutí nezávislých (zkratka ZHN) je české politické hnutí, které se pravidelně účastní voleb ve Zlínském kraji.
ZHN bylo zaregistrováno Ministerstvem vnitra ČR v květnu 1998. Vzniklo z přesvědčení, že vedle politických stran by mělo veřejně působit i společenství nezávislých osobností, s možností ovlivňovat veřejné záležitosti.
Nejvyšším orgánem ZHN je valná hromada. Tvoří ji všichni členové hnutí. Valná hromada volí členy orgánů ZHN, tj. dozorčí radu, představenstvo a dva mluvčí z členů představenstva.

## Volby do Zastupitelstva města Zlína

### Komunální volby 1998
Ve volbách do zastupitelstev obcí v roce 1998 (13. a 14. listopadu 1998) obsadilo ZHN ve Zlíně čtvrtou příčku a s podílem 11,62 % hlasů získalo 4 mandáty (Zdeněk Dostál, Svatava Nováčková, František Petr a Petr Kotík). Lídr kanditátky Zdeněk Dostál byl po koaličním vyjednávání zvolen 27. 11. 1998 primátorem města Zlína (funkci zastával do 14. 11. 2002).

### Komunální volby 2002
Ve volbách do zastupitelstev obcí v roce 2002 (1. a 2. listopadu 2002) obsadilo s podílem 14,52 % třetí místo a získalo 6 mandátů (Svatava Nováčková, František Petr, Zdeněk Dostál, Ludvík Pavlištík, Jaromír Šebek a Karel Jankovič). Do vedení města se však ZHN nedostalo a zůstalo v opozici.

### Komunální volby 2006
Mimo vládnoucí koalici zůstalo i po volbách do zastupitelstev obcí v roce 2006 (20. a 21. října 2006), kdy páté místo znamenalo 7,23 % hlasů a 3 mandáty (Svatava Nováčková, Zdeněk Dostál a Karel Markytán).

### Komunální volby 2010
Ve volbách do zastupitelstev obcí v roce 2010 (15. a 16. října 2010) obsadilo ZHN osmou příčku se ziskem 5,28 % hlasů a dvou mandátů (Karel Markytán, František Petr). ZHN se po volbách v roce 2010 (po osmileté přestávce) stala součástí vládnoucí koalice a Karel Markytán byl zvolen neuvolněným členem Rady města Zlína pro oblast sociálních věcí, církví, kultury, národnostních menšin a památkové péče.
V průběhu volebního období na svůj zastupitelský mandát rezignoval František Petr a nahradila jej Kateřina Francová.

### Komunální volby 2014
V komunálních volbách v roce 2014 hnutí do Zastupitelstva města Zlína samostatně nekandidovalo, jeho členové se však objevili na kandidátkách jiných subjektů. Konkrétně se jednalo o Kateřinu Francovou a Karla Bartoňka na kandidátce STAN a Karla Markytána, kterého hnutí Zlín 21 umístilo na kandidátku subjektu KDU-ČSL a Zlín 21 - Společně pro Zlín. Uspěli Kateřina Francová a Karel Markytán a dál tak pokračují ve funkcích zastupitelů města.
Kateřina Francová se stala neuvolněnou náměstkyní primátora, která má na starosti školství, sociální oblast a péči o zdravotně postižené. Dále působí jako členka komisí Sociální a pro zdravotně postižené a Pro výchovu a vzdělávání. Karel Markytán je členem Kulturní komise.

## Volby do Zastupitelstva Zlínského kraje
Zlínské hnutí nezávislých kandiduje také ve volbách do Zastupitelstva Zlínského kraje.

### Krajské volby 2000
V krajských volbách v roce 2000 (12. listopadu 2000) skončilo ZHN se ziskem 11,95 % na pátém místě, což znamenalo 6 mandátů (Jaroslav Kubín, Jiří Deml, Jiří Severin, Pavel Horák, Zdeněk Pánek a Jaromír Čáp).

### Krajské volby 2004
V krajských volbách v roce 2004 (5. a 6. listopadu 2004) kandidovalo ZHN s nezávislými kandidáty pod názvem "ZHN a SNK společně", se ziskem 4,69 % však neuspělo.

### Krajské volby 2008
I v krajských volbách v roce 2008 (17. a 18. října 2008) kandidovalo ZHN s nezávislými kandidáty, tentokrát však pod názvem "Starostové a nezávislí pro Zlínský kraj". Toto uskupení obsadilo páté místo s podílem hlasů 10,08 % a pěti mandáty (dva byli nominanti ZHN, a to Jaroslav Kubín a Pavel Horák).

### Krajské volby 2012
Pro krajské volby v roce 2012 (12. a 13. října 2012) vytvořilo ZHN volební koalici s hnutím Doktoři za uzdravení společnosti. Společná kandidátka pod názvem "Lékaři a odborníci za ozdravení kraje" získala 2,59 % hlasů a do krajského zastupitelstva se tak její zástupci nedostali.

### Krajské volby 2016
V krajských volbách v roce 2016 (7. a 8. října 2016) hnutí ZHN nekandidovalo. Respektive se voleb ve Zlínském kraji účastnil pouze jeden člen, a to Vítězslav Vicherek na kandidátce STAN (zvolen však nebyl).

## Volební výsledky
Volby do Zastupitelstva města Zlína:
| Rok  | Počet hlasů              | Podíl hlasů (%)          | Počet mandátů |
| ---- | ------------------------ | ------------------------ | ------------- |
| 1998 | 100 686                  | 11,62                    | 4             |
| 2002 | 119 274                  | 14,52                    | 6             |
| 2006 | 68 640                   | 7,23                     | 3             |
| 2010 | 60 537                   | 5,28                     | 2             |
| 2014 | samostatně nekandidovalo | samostatně nekandidovalo | 2             |

Volby do Zastupitelstva Zlínského kraje:
| Rok  | Kandidátní listina                      | Počet kandidátů ZHN* | Počet hlasů | Podíl hlasů (%) | Počet mandátů | Počet mandátů ZHN |
| ---- | --------------------------------------- | -------------------- | ----------- | --------------- | ------------- | ----------------- |
| 2000 | Zlínské hnutí nezávislých               | 50/50                | 19 685      | 11,95           | 6             | 6                 |
| 2004 | ZHN a SNK společně                      | 30/50                | 6 787       | 4,69            | 0             | 0                 |
| 2008 | Starostové a nezávislí pro Zlínský kraj | 14/50                | 19 505      | 10,08           | 5             | 2                 |
| 2012 | Lékaři a odborníci za ozdravení kraje   | 50/50                | 4 855       | 2,59            | 0             | 0                 |
| 2016 | STAROSTOVÉ A NEZÁVISLÍ                  | 1/50                 | 21 152      | 11,62           | 6             | 0                 |

- kandidát ZHN = navrhující strana kandidáta je ZHN (v roce 2012 kandidovalo ZHN s hnutím Doktoři za uzdravení společnosti, navrhující stranou všech kandidátů ale bylo ZHN, členy ZHN však bylo jen 8 kandidátů)